# São Desidério
São Desidério este un oraș în statul Bahia (BA) din Brazilia.